# Luciano Zuccoli
Luciano Zuccoli, pseudonym för Luciano Zuccoli von Ingenheim, född den 5 december 1868 i Calprino, död 26 november 1929 i Paris, var en schweizisk (sedermera italiensk medborgare) författare, journalist och greve.
Han föddes i den schweiziska kantonen Ticino. Zuccoli var under sin tid en känd journalist och var bland annat redaktör för Gazzetta di Venezia. Senare skrev han små noveller för Corriere della sera. Hans viktigaste verk är Le cose più grandi di lui från 1922. Efter sin frus självmord flyttade Zuccoli till Paris, där han dog i lunginflammation.